# Cheilosia zimilampis
Cheilosia zimilampis är en tvåvingeart som beskrevs av Violovitsh 1975. Cheilosia zimilampis ingår i släktet örtblomflugor, och familjen blomflugor. Inga underarter finns listade i Catalogue of Life.